# Nokia N70
Il Nokia N70 è un telefono cellulare prodotto dalla Nokia e messo in vendita a partire da aprile 2005.
Fa parte della cosiddetta "Nseries" lanciata dalla Nokia. In Italia è stato commercializzato dagli operatori H3G, Vodafone e TIM. Supporta il sistema operativo Symbian serie 60 (2nd edition, Feature Pack 3) e la tecnologia Java.
La fotocamera posteriore ha una risoluzione massima di 2 megapixel con flash integrato, obiettivo da 2 MP. La fotocamera frontale supporta una risoluzione VGA (640 × 480). I filmati prodotti (in standard 3GPP o MPEG-4 a seconda della configurazione) sono visibili direttamente con il software RealPlayer integrato.
In fatto di connettività, l'N70, supporta la tecnologia Bluetooth, ma non sono presenti gli infrarossi.
È possibile sincronizzare il terminale con il PC, attraverso il software PC Suite, prodotto dalla stessa Nokia. Essendo un terminale UMTS, supporta le funzioni di videochiamata, lo streaming video.
Altra funzione è la radio FM integrata (vedi Visual Radio), che occasionalmente consente anche di visualizzare contenuti video. Nella cartella "ufficio" (reperibile attraverso il menu) è possibile trovare la suite "QuickOffice" che permette di visualizzare direttamente sul telefono file creati con Microsoft Word, Microsoft Powerpoint, ed Microsoft Excel. L'N70, ha una memoria interna di 30 MB (di cui liberi massimo 11), espandibile grazie una memory card di tipo RS-MMC (Reduced Size-Multi Media Card).
L'azienda ha messo il Nokia N70 fuori produzione dall'ottobre 2009.

## Specifiche tecniche
Qui sono elencate le specifiche tecniche dello smartphone.
| Funzione               | Specificazione |
| ---------------------- | --- |
| Sistema operativo      | Symbian OS (8.1a) + Serie 60 (2.8) FP3 |
| CPU                    | Texas Instruments OMAP 1710 (ARM architecture 926TEJ v5) - 220 MHz |
| Frequenza del GSM      | 900/1800/1900 MHz |
| GPRS                   | Sì, classe 10 |
| EDGE (EGPRS)           | Sì, classe 10 |
| WCDMA                  | Sì (2100 MHz) |
| Display                | TFT, 262 144 colori, 176 × 208 pixel |
| Fotocamera             | Esterna 2,0 megapixel con zoom 20× - Interna, VGA con zoom 2× |
| Registrazione video    | Sì, 3gp o MPEG-4 fino a 352 × 288 |
| MMS                    | Sì, se abilitati |
| Videochiamata          | Sì |
| Push to talk           | Sì |
| Supporto Java          | Sì, MIDP 2.0, CLDC 1.1, compliant JTWI |
| Memoria interna        | 30 MB |
| Memoria RAM            | 72 MB |
| Memory card            | non inclusa, DV RS-MMC (inclusa una nella confezione da 64 MB) |
| Bluetooth              | Sì V2.0 |
| Infrarossi             | No |
| USB                    | Sì, per collegamento al PC |
| Browser                | WAP 2.0 XHTML / HTML |
| Email                  | Sì |
| Riproduttore di musica | Sì, RealPlayer |
| Radio                  | Sì |
| Riproduttore di video  | Sì, RealPlayer |
| Suonerie polifoniche   | Sì, a 64 voci |
| Alcuni formati         | MP3, WAV, MIDI tones, AMR, (NB-AMR), True Tones, WAV, AAC |
| Vivavoce               | Sì |
| Batteria               | BL-5C (970 mAh, poi aggiornata a 1020 mAh) |
| Durata conversazione   | - |
| Durata in stand-by     | 12 giorni (288 ore) |
| Peso                   | 126 grammi |
| Dimensioni             | 108,8 × 53 × 21,8 millimetri |
| Livello SAR            | 0,95 W/Kg |
| Disponibilità          | Q3/2005 |
| Applicazioni           | Quickoffice suite, Opera browser, Nokia Lifeblog, Symantec Mobile Security 4.0, Adobe PDF reader, RealPlayer, applicazione HP per stampare messaggi ed e-mail, Snake. |

## Cronologia firmware
- 2.0536.0.2 12-09-05 RM-84
- 2.0537.1.7 18-09-05 RM-84
- 2.0539.1.2 19-10-05 RM-84
- 3.0546.2.3 18-11-05 RM-84
- 5.0609.2.0.1 01-03-06 RM-84
- 5.0616.2.0.3 24-04-06 RM-84
- 5.0624.2.1.2 14-06-06 RM-84
- 5.0637.2.1.1 12-03-06 RM-84
- 5.0638.3.0.1 18-09-06 RM-84
- 5.0647.3.0.1?-?-06 RM-84
- 5.0705.3.0.1 30-01-07 RM-84
- 5.0717.3.0.1 27-04-07 RM-84
- 5.0737.3.0.1 13-09-07 RM-84
- 5.1003.3.0.1 20-01-10 RM-84

Note: per controllare la propria versione digitare, in stand-by il numero *#0000#
L'N70, pur rimanendo esternamente immutato nel corso del tempo, ha subito revisioni hardware che rendono talvolta impossibile aggiornare il telefono alla versione software più recente.